# Leonard Cernko
Leonard Cernko (* 26. Oktober 1979 in Salzburg) ist ein österreichischer Koch. 

## Leben
Leonard Cernko ist Sohn des Bankmanagers Willibald Cernko. Die Familie übersiedelte 1986 nach Straß im Straßertale. 1995 bis 1999 ging er bei Toni Mörwald in Feuersbrunn in die Lehre und arbeitete zwei Jahre dort weiter. Von 2001 bis 2003 ging er ins Wiener „Korso“. 2003 bis 2004 kochte er bei Heinz Winkler in der Residenz Heinz Winkler in Aschau. 
2004 wurde er Küchenchef des Restaurants Mörwald im Kremser Kloster Und und wurde 2005 mit 17 Punkten vom Gault Millau Österreich zum „Koch des Jahres 2006“ ausgezeichnet. 2011 wechselte er als Küchenchef ins Hotel Adlon.
2017 wurde er Hotelmanager des Ritz-Carlton in Moskau.
Seit Juni  2024 ist er Hotelmanager im Ritz Carlton Berlin.

## Auszeichnungen
- 2005 „Koch des Jahres 2006“, Gault Millau Österreich